# Cyphogastra flavimana
Cyphogastra flavimana es una especie de escarabajo del género Cyphogastra, familia Buprestidae. Fue descrita científicamente por Lansberge en 1880.

## Distribución geográfica
Habita en Australasia e Indomalaya.